# 佐賀県道244号南佐賀停車場線
佐賀県道244号南佐賀停車場線（さがけんどう244ごう みなみさがていしゃじょうせん）は、佐賀県佐賀市を通る、かつて存在した一般県道である。

## 概要
佐賀市南佐賀2丁目の旧国鉄佐賀線 南佐賀駅から国道208号を結ぶ0.1 kmの区間である。

### 路線データ
- 起点：佐賀県佐賀市南佐賀2丁目（旧国鉄佐賀線 南佐賀駅前、佐賀県道401号佐賀環状自転車道線交点）
- 終点：佐賀県佐賀市南佐賀2丁目（国道208号交点）
- 総延長：0.1 km

## 歴史
- 2008年（平成20年）3月31日 - 佐賀県告示第151号により廃止[1]。

## 地理

### 通過していた自治体
- 佐賀市

### 交差していた道路
| 交差していた道路                | 交差していた場所 | 交差していた場所 |
| ------------------------------- | ---------------- | ---------------- |
| 佐賀県道401号佐賀環状自転車道線 | 南佐賀2丁目      | 起点             |
| 国道208号                       | 南佐賀2丁目      | 終点             |

### 沿線
- 旧国鉄佐賀線 南佐賀駅跡地
- 徐福サイクルロード（佐賀県道401号佐賀環状自転車道線）